# Zaborje (rejon diemidowski)
Zaborje (ros. Заборье) – wieś (ros. деревня, trb. dieriewnia) w zachodniej Rosji, centrum administracyjne osiedla wiejskiego Zaborjewskoje rejonu diemidowskiego w obwodzie smoleńskim.

## Geografia
Miejscowość położona jest nad rzeką Somol, przy drogach regionalnych 66N-0508 (Zaborje – Anosinki) i 66N-0504 (66K-11 – Prżewalskoje), 16 km od centrum administracyjnego rejonu (Diemidow), 75 km od stolicy obwodu (Smoleńsk), 40,5 km od granicy z Białorusią.
W granicach miejscowości znajdują się ulice: Cwietocznyj pierieułok, Koopieratiwnyj pierieułok, Mołodiożnaja, Nabierieżnaja, Nabierieżnyj pierieułok, Nowyj pierieułok, Oziornaja, Polewaja, pierieułok Proswieszczenije, Sadowyj pierieułok, Szkolnyj pierieułok, Zapadnyj pierieułok.

## Demografia
W 2010 r. miejscowość zamieszkiwało 369 osób.

## Osobliwości
- Grodiszcze z epoki żelaza (południowa część dieriewni)[5]